# 紀元前141年
紀元前141年（きげんぜん141ねん）は、ローマ暦の年である。

## 他の紀年法
- 干支 : 庚子
- 日本
  - 開化天皇17年
  - 皇紀520年
- 中国
  - 前漢 : 景帝後元3年
- 朝鮮
  - 檀紀2193年
- 仏滅紀元 : 404年
- ユダヤ暦 : 3620年 - 3621年

## できごと

### バクトリア
- トハラ人の難民がバクトリアとの国境に現れた。

### 中国
- 漢の武帝が治世を始めた。

### シリアとユダヤ
- セレウコス朝の守備隊がエルサレムに対して降伏の交渉を行い、ハスモン朝のシモンが支配権を得た。デメトリオス2世ニカトルがパルティアのミドリタデスの捕虜となり、その不在の間にアンティオコス7世がセレウコス朝の君主になった。

## 死去
- 景帝 - 漢の皇帝（紀元前188年生）